# Schiedlberg
Schiedlberg osztrák község Felső-Ausztria Steyrvidéki járásában. 2019 januárjában 1218 lakosa volt. 

## Elhelyezkedése

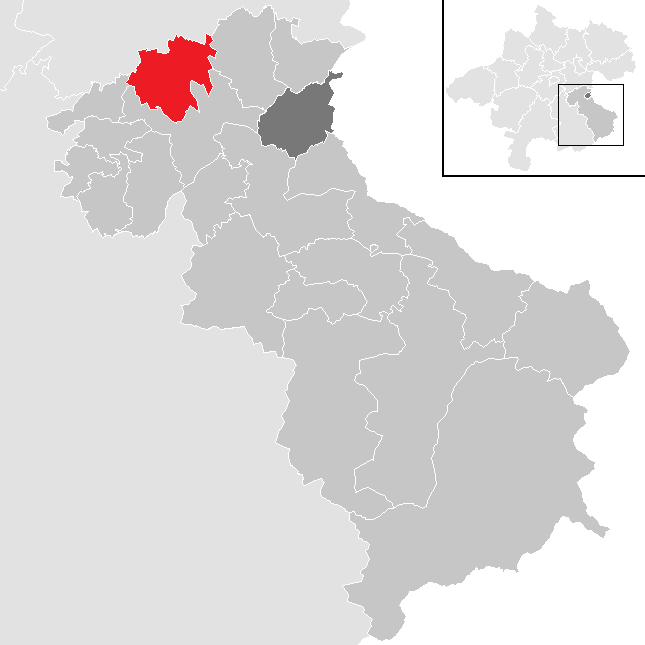
Schiedlberg a Steyrkörnyéki járásban

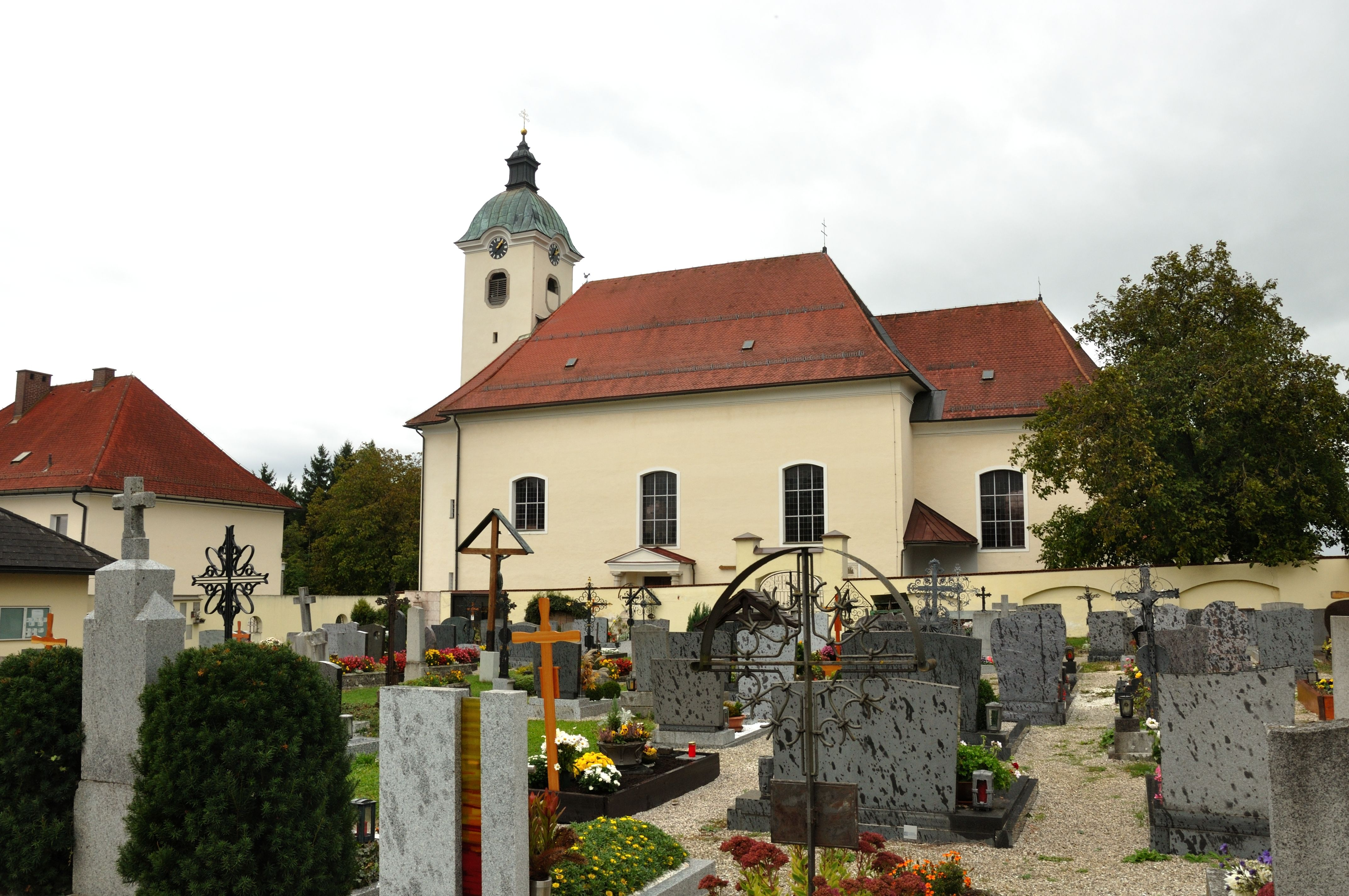
Az Angyali üdvözlet-plébániatemplom

Schiedlberg a tartomány Traunviertel régiójában fekszik, a Seilerbach folyó mentén. Területének 12,3%-a erdő, 80%-a áll mezőgazdasági művelés alatt. Az önkormányzat 6 településrészt ás falut egyesít: Schiedlberg (411 lakos 2019-ben), Thanstetten (347), Goldberg (129), Matzelsdorf (83), Droißendorf (82) és Hilbern (166). 
A környező önkormányzatok: keletre Wolfern, délre Sierning, délnyugatra Rohr im Kremstal, nyugatra Piberbach, északra Sankt Marien.  

## Története
Sciedlberg térségét 777-ben említik először, a kremsmünsteri apátság alapítólevelében. A község területe eredetileg a Bajor Hercegség keleti határvidékén feküdt, a 12. században került át Ausztriához. Az Osztrák Hercegség 1490-es felosztásakor az Enns fölötti Ausztria része lett. 
A napóleoni háborúk során a falut több alkalommal megszállták.
A községi önkormányzat 1850-ben alakult meg, Thanstetten néven. Az első világháború alatt sok kelet-európai zsidó menekült kapott ideiglenes elhelyezést a faluban, a gyerekek számára külön iskolát nyitottak. A köztársaság 1918-as megalakulásakor Felső-Ausztria tartományhoz sorolták. Miután Ausztria 1938-ban csatlakozott a Német Birodalomhoz, az Oberdonaui gau része lett; az ezt követő közigazgatási reformban Brunnern falu átkerült Sierninghez. A község a második világháború után visszakerült Felső-Ausztriához, 1947-ben pedig átnevezték Schiedlbergre.

## Lakosság
A schiedlbergi önkormányzat területén 2019 januárjában 1218 fő élt. A lakosságszám 2001 óta csökkenő tendenciát mutat. 2017-ben a helybeliek 94,1%-a volt osztrák állampolgár; a külföldiek közül 1,1% a régi (2004 előtti), 2,9% az új EU-tagállamokból érkezett. 0,2% a volt Jugoszlávia (Szlovénia és Horvátország nélkül) vagy Törökország, 1,8% egyéb országok polgára volt. 2001-ben a lakosok 90,3%-a római katolikusnak, 3,8% evangélikusnak, 4,1% pedig felekezeten kívülinek vallotta magát. Ugyanekkor 9 magyar élt a községben.
A népesség változása:
| Lakosok száma | 1271 | 1226 | 1224 |
|               | 2005 | 2016 | 2018 |

## Látnivalók
- az Angyali üdvözlet-plébániatemplom

## Híres schiedlbergiek
- Cölestin Josef Ganglbauer (1817–1889), bíboros, Bécs érseke

## Fordítás
- Ez a szócikk részben vagy egészben  a   Schiedlberg című német Wikipédia-szócikk ezen változatának fordításán alapul.  Az eredeti cikk szerkesztőit annak laptörténete sorolja fel. Ez a jelzés csupán a megfogalmazás eredetét és a szerzői jogokat jelzi, nem szolgál a cikkben szereplő információk forrásmegjelöléseként.